# Matías Viña
Matías Nicolás Viña Susperreguy (Empalme Olmos, 9 de novembro de 1997) é um futebolista uruguaio que joga como lateral esquerdo e zagueiro. Atualmente, defende o Flamengo.

## Carreira

### Nacional

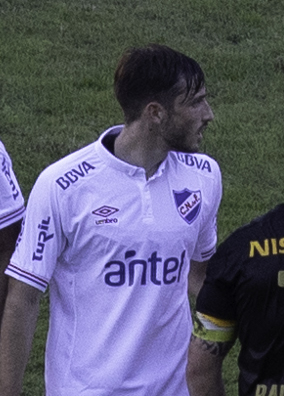
Viña, pelo Nacional em, 2019

Viña estudava e jogava em sua cidade natal até ser descoberto e contratado pelo Nacional em 2015, com 17 anos.
Em 2019, consolidou-se como o lateral titular do Nacional sob a direção de Álvaro Gutiérrez. Ele fez sua estreia pelo clube em 2 de abril de 2017, quando perdeu por 3 a 1 na visita ao Boston River. O técnico Martín Lasarte o deixou titular e ele foi autorizado a jogar o jogo inteiro. Seu primeiro gol foi na goleada de 6-0 sobre o River Plate-URU e também deu duas assistências na Copa Libertadores. No mesmo ano, conquistou o Campeonato Uruguaio e foi eleito o melhor jogador da competição.

### Palmeiras
Em janeiro de 2020, assinou um contrato de cinco anos com o Palmeiras. No dia 16 de fevereiro de 2020, Matías Viña estreou-se na vitória por 3 a 1 sobre o Mirassol, pela 6ª rodada do Campeonato Paulista.Marcou seu primeiro gol pelo alviverde em 30 de setembro do mesmo ano, contra o Bolívar, em partida válida pela 5ª rodada da fase de grupos da Libertadores, sendo o terceiro gol na goleada pelo placar de 5x0 sobre o time boliviano.
Em 30 de janeiro de 2021, como lateral titular, ajudou a levar o Palmeiras ao bicampeonato da Copa Libertadores da América, após vitória por 1 a 0 na final contra o Santos, disputada em jogo único, no Estádio do Maracanã. O segundo título do Palmeiras na Libertadores veio 21 anos após a conquista de 1999, com a equipe realizando a melhor campanha da competição.
No dia 22 de fevereiro de 2021, Viña marcou um golaço de perna direita no empate de 1 a 1 com o Atlético Goianiense, válido pela 37° rodada do brasileirão.
Ao todo, atuou em 70 partidas pelo Palmeiras e conquistou 3 títulos: o Paulista, Libertadores e Copa do Brasil, todos em 2020.

### Roma
Em 8 de julho de 2021, foi anunciado como novo reforço da Roma, pelo valor de 13 milhões de euros (80 milhões de reais). Assinou contrato com o clube italiano até junho de 2026 e recebeu a camisa número 5.Em 22 de agosto, em uma partida contra a Fiorentina, ele fez sua estreia na Serie A italiana.
Viña não foi utilizado pelo técnico Mourinho, ele fez apenas sete jogos ao longo da temporada 2022-23. Foram três jogos da Serie A e quatro na Liga Europa totalizando apenas 297 minutos em campo.
Pela Roma, Matías Viña disputou 44 jogos, não marcou gols e contribuiu com duas assistências. No clube giallorossi, conquistou a Europa Conference League, em 2021/2022 até sair por empréstimo.
Ele retornou do empréstimo no dia 24 de janeiro de 2024. 
No dia 25 de janeiro de 2024, ele assinou com o Flamengo.

### Bournemouth
Em 30 de janeiro de 2023, o Bournemouth anunciou a contratação por empréstimo de Matías Viña, por seis meses, até o final da temporada, o time inglês pagou 500 mil euros pelo empréstimo e esse valor pode chegar aos 750 mil se metas forem atingidas.Em 4 de fevereiro de 2023 de fevereiro, em uma partida contra o Brighton e Hove Albion, ele fez sua estreia no Campeonato Inglês.Em 15 de abril, ele marcou seu primeiro gol pelo clube após sua primeira partida, vindo em uma vitória por 3-2 fora de casa contra o Tottenham.
Em sua única temporada no Bournemouth, da Inglaterra. Viña esteve presente em 12 partidas e balançou as redes adversárias duas vezes.

### Sassuolo
No dia 31 de julho de 2023, Viña anunciado pelo Sassuolo, que o contratou por empréstimo com opção de compra junto à Roma.
Viña teve seu contrato rescindido no dia 24 de Janeiro de 2024. Ele acumulou 16 aparições, 14 delas como titular com a camisa do Neroverdi.

### Flamengo
Em 25 de janeiro de 2024, após uma longa negociação, Viña foi anunciado oficialmente pelo Flamengo. O contrato do uruguaio com o Rubro-Negro é até dezembro de 2028. A negociação foi selada por cerca de 9 milhões de euros (R$ 48,28 milhões). Sendo 8 milhões de euros (R$ 42.91 milhões) fixos e 1 milhão de euros (R$ 5,36 milhões) dividido em duas parcelas de 500 mil euros (R$ 2,682 milhões) por bônus. Em 9 de fevereiro, o Flamengo anunciou que Viña usará a camisa 17 no clube.
Viña estreou-se pelo Flamengo em 20 de fevereiro de 2024, entrando no segundo tempo da goleada em cima do Boavista por 4 a 0 no Maracanã pelo Campeonato Carioca.  Ele marcou seu primeiro gol pelo Flamengo durante a partida contra o Bolívar, 2 a 1 para os bolivianos, na Libertadores, no dia 24 de abril de 2024. Em agosto, sofreu uma grave lesão no joelho direito, necessitando cirurgia e ficando fora do resto da temporada.

## Seleção Uruguaia
Viña atuou em 27 partidas pela Seleção Uruguaia Sub-20 e conquistou o Campeonato Sul-Americano Sub-20 de 2017 ao bater o Equador na final por 2 a 1, atuando como lateral e zagueiro durante a competição e marcando um gol. Também em 2017, disputou a Copa do Mundo Sub-20, em que o Uruguai terminou em quarto lugar ao perder nos pênaltis para a Espanha, depois de um empate em 0 a 0 no tempo normal.
Disputou sua primeira partida como jogador da Seleção Uruguaia principal em 6 de setembro de 2019, ao entrar no final de uma partida contra a Costa Rica.

## Títulos
Nacional
- Supercopa do Uruguai: 2019
- Campeonato Uruguaio: 2019

Palmeiras
- Campeonato Paulista: 2020
- Copa Libertadores da América: 2020 e 2021
- Copa do Brasil: 2020

Roma
- Liga Conferência Europa da UEFA: 2021–22

Flamengo
- Campeonato Carioca: 2024 e 2025
- Copa do Brasil: 2024
- Supercopa do Brasil: 2025

## Prêmios individuais
- Melhor jogador do Campeonato Uruguaio: 2019
- Melhor lateral-esquerdo do Campeonato Uruguaio: 2019
- Seleção da Copa Libertadores da América: 2020
- Jogador com mais desarmes na Copa Libertadores da América: 2020
- Seleção da final da Copa do Brasil: 2020
- Seleção ideal da América do Sul pelo jornal El País: 2020